# Борба до последњег (филм)
Борба до последњег (јап. バトル・ロワイアル) је јапански дистопијско-акциони филм из 2000. године, режисера Кинџија Фукасакуа, према сценарију који је Кента Фукасаку написао на основу истоименог романа Кошуна Такамија. Главне улоге у филму тумаче Тацуја Фуџивара, Аки Маеда, Таро Јамамото, Чиаки Куријама, Ко Шибасаки, Масанобу Андо и Такеши Китано, а радња прати групу средњошколаца који су присиљени да се међусобно боре до смрти од стране тоталитарне јапанске владе.
Филм је биоскопски објављен 16. децембра 2000. године, у дистрибуцији компаније Toei, са ознаком R15+, која се ретко користи у Јапану. Филм је изазвао контроверзе и био је забрањен или искључен из дистрибуције у више земаља. Toei је одбијао да прода права за дистрибуцију филма у Сједињеним Америчким Државама више од деценије због бојазни од контроверзи и могућих тужби, све док компанија Anchor Bay Films није откупила права 2010. и објавила га као видео-издање. Филм је широм света зарадио преко 30 милиона долара, а продукцијски буџет је износио 4,5 милиона долара. Наишао је на позитивне рецензије критичара и, нарочито путем видео-издања, стекао је велику глобалну култну публику. Сматра се једним од најбољих филмова Кинџија Фукасакуа, као и једним од најбољих филмова 2000-их. Године 2009, редитељ Квентин Тарантино изјавио је да му је Борба до последњег омиљени филм снимљен у претходне две деценије.
Борба до последњег је последњи филм који је у потпуности режирао Кинџи Фукасака. Он је почео да ради на наставку под насловом Борба до последњег 2: Реквијем, али је преминуо од рака простате 12. јануара 2003. године, након што је снимио само једну сцену са Такешијем Китаном. Његов син, Кента Фукасака, који је уједно и написао сценарио за наставак, завршио је филм те исте године. Наставак је наишао на углавном негативне критике и оцењен је као слабији од оригинала.
Филм је запажен и по томе што је представио бројне младе, дотад непознате глумце који су касније постали звезде, као и по томе што је допринео настанку жанра „battle royale”.

## Радња
Након рецесије, тоталитарна јапанска влада доноси закон како би сузбила малолетничку делинквенцију тако што ће сваке године насумично одабрати једно средњошколско одељење да учествује у „игри” познатој као „Борба до последњег”.
Средњошколац Шуја Нанахара тешко подноси самоубиство свог оца. Његов пријатељ Јошитоки Кунинобу убоде њиховог наставника Китана, који након тога напушта школу. Шујина другарица из одељења, Норико Накагава, тајно задржава Кунинобуов нож.
Годину дана касније, ученици Шујиног одељења заспу у школском аутобусу (пошто су били онесвешћени гасом) и пробуде се на једном удаљеном острву. Китано им објашњава да су изабрани да учествују у годишњој Борби до последњег. Имају три дана да се боре до смрти док не остане један победник, а експлозивни оковратници ће убити оне ученике који не сарађују или се нађу у забрањеним зонама. Сваки ученик добија порцију хране, мапу острва, опрему и насумично изабрано оружје. Китано затим убија двоје ученика, укључујући Кунинобуа. У првих шест сати умире дванаест ученика, четворо од њих самоубиством.
Загонетна, злостављана усамљеница Мицуко Соума и насилни средњошколац Казао Киријама постају најнемилосрднији учесници. Ученик који је пребачен у школу, Шого Кавада, поштеђује Шују након што убије једног ученика, док Шуја случајно убија другог. Кошаркаш Шинџи Мимура окупља неке ученике како би му помогли да хакује компјутерски систем и тако онемогући програм.
Уз сталне промене савезништава и насилне обрачуне, Шуја обећава да ће заштитити Норико, пошто је Кунинобу гајио осећања према њој. На крају их спасава Кавада, који открива да је раније победио у једној Борби до последњег, али је изгубио девојку која се жртвовала кад су остали само њих двоје. Пријавио се за садашњу игру како би јој се осветио, тако што ће победити и убити оне који стоје иза програма. Киријама напада и рањава Шују својим узијем, али га спасава Сугимура.
Шуја се буди у светионику на острву, где га је превила Јукије Уцуми. Пет девојака се крије тамо и оне су направиле пакт да неће учествовати у игри. Јуко Сакаки, која је сведочила како је Шуја случајно убио Окија Тацумичија, покушава да му отрује храну. Међутим, друга девојка, Јука, поједе отров, што доводи до конфронтације у којој долази до пуцњаве. Све девојке, осим Јуко, гину; Јуко, изједајући се од кривице, скаче са литице у смрт. Шуја се поново среће са Норико и Кавадом и њих троје крећу у потрагу за Мимуром. Касније, Сугимуру убија Котохири, којој исповеда љубав пре него што умре. Мицуко убија Котохири и у флешбеку се сазнаје да је имала трауматично детињство и да је била злостављана. У садашњости, њу убија Киријама.
Мимура и још двојица успевају да се инфилтрирају у компјутерски систем, али Китано ручно ресетује систем. Киријама стиже и убија их, али Мимура активира бомбу коју је направио и дигне базу у ваздух, повредивши и заслепивши Киријаму. Када Шуја, Норико и Кавада стигну до базе, Кавада се упушта у обрачун са Киријамом. Његов узи рањава Каваду, али Кавада активира Киријамин експлозивни оковратник.
Последњег дана, троје преживелих се буде на обали. Кавада, знајући да оковратници имају уграђене микрофоне, лажно пријављује да је убио Шују и Норико. Китано, верујући да је Кавада победио, доводи га назад у базу, али схвата да је Кавада раније хаковао систем и онемогућио праћење Шује и Норико. Њих двоје улазе у командну просторију, где им Китано открива слику покланог разреда на којој је Норико приказана као победница. Он објашњава да није могао да поднесе мржњу својих ученика, пошто га је одбацила и сопствена ћерка, те да, пошто га Норико никада није увредила, у њој види сопствену ћерку. Моли је да га убије, али га Шуја убија након што им Китано прети. Након последњег телефонског разговора са ћерком, Китано подлеже ранама. Троје преживелих напушта острво малим бродом, али Кавада умире од задобијених повреда. Неколико дана касније, Норико даје Шуји нож којим је Кунинобу ранио Китана. Јапанска влада их проглашава бегунцима; последњи пут виђени су у бекству ка Шибуја станици у Токију.
У епилогу, Шуја сања Кунинобуа који му каже да настави са животом и да ће све бити у реду. Норико се присећа како је после напада ножем отишла на сладолед са Китаном. Када му је рекла да има Кунинобуов нож, он јој је одговорио: „У овом тренутку, шта би одрастао човек требало да каже детету?”

## Улоге
| Глумац          | Улога                     |
| --------------- | ------------------------- |
| Тацуја Фуџивара | Шуја Нанахара             |
| Аки Маеда       | Норико Накагава           |
| Таро Јамамото   | Шого Кавада               |
| Чиаки Куријама  | Такако Чигуса             |
| Ко Шибасаки     | Мицуко Соума              |
| Масанобу Андо   | Казуо Киријама            |
| Такеши Китано   | Китано                    |
| Такаши Цукамото | Шинџи Мимура              |
| Сосуке Такаока  | Хироки Сугимура           |
| Ери Ишикава     | Јукије Уцуми              |
| Хитоми Хјуга    | Јуко Сакаки               |
| Јукихиро Котани | Јошитоки Кунинобу         |
| Сајака Икеда    | Мегуми Ето                |
| Такајо Мимура   | Кајоко Котохики           |
| Сајака Камија   | Сатоми Нода               |
| Јутака Шимада   | Јутака Сето               |
| Минами          | Кеико Онуки               |
| Јуко Мијамура   | девојка са видео-тренинга |